# Абрамов, Владимир Андреевич
Абрамов Владимир Андреевич (род. 1 июля 1944, Донецк, Украинская ССР, СССР) — советский и украинский врач-психиатр, доктор медицинских наук (1987), профессор (1989).

## Обучение
Окончил Донецкий медицинский институт (1967).

## Деятельность
Работал в областной психиатрической больнице Донецка.
С 1969 года прошёл путь в Донецком медицинском институте от ассистента, доцента, профессора до декана лечебного факультета (1975—1996 гг.).
С 1995 года — главный редактор «Журнала психиатрии и медицинской психологии».
Исследует вопросы реабилитации больных с последствиями черепно-мозговых травм.

## Работы
- Реабилитация личности при шизофрении, эпилепсии и последствиях черепно-мозговой травмы. К., 1991 (соавт.);
- Реабилитация больных с последствиями черепно-мозговых травм. К., 1992;
- Ребёнок болен эпилепсией. К., 1994 (соавт.);
- Частная психиатрия. Д., 1998 (соавт.);
- Курс лекций по медицинской психологии и психиатрии. Д., 1998;
- Психопатологические симптомы и синдромы. Д., 1998.